# Boimorto
Boimorto ist ein Municipio, eine Parroquia und ein Ort in der Autonomen Gemeinschaft Galicien der  Provinz A Coruña im Norden von Spanien. Die 1.801 Einwohner (Stand: 2024) leben auf einer Fläche von 32,72 km², 47 Kilometer von der Regierungshauptstadt A Coruña entfernt.

## Sehenswürdigkeiten
- mehrere teilweise sehr alte Horreos in der ganzen Gemeinde
- Pfarrkirche San Blas in Dormeá

## Am Jakobsweg
Eine Variante des Camino Primitivo führt über Boimorto, 17,80 km nach Pedrouzo.

## Gemeindegliederung
Die Gemeinde Boimorto ist in 13 Parroquias gegliedert:
| Parroquias | Patrozinium  | Einwohner 2024 | Fläche km² | Dichte Einw./km² | Höhe msnm | Ortskennzahl |
| ---------- | ------------ | -------------- | ---------- | ---------------- | --------- | ------------ |
| Andavao    | San Martiño  | 191            | 8,66       | 22               | 444       | 15010010000  |
| Os Ánxeles | Santa María  | 164            | 4,72       | 35               | 475       | 15010020000  |
| Arceo      | San Vicenzo  | 211            | 8,62       | 24               | 379       | 15010030000  |
| Boimil     | San Miguel   | 61             | 3,86       | 16               | 476       | 15010040000  |
| Boimorto   | Santiago     | 450            | 5,96       | 76               | 488       | 15010050000  |
| Brates     | San Pedro    | 128            | 5,32       | 24               | 327       | 15010060000  |
| Buazo      | Santa María  | 76             | 3,60       | 21               | 393       | 15010070000  |
| Cardeiro   | San Pedro    | 109            | 7,26       | 15               | 403       | 15010080000  |
| Corneda    | San Pedro    | 57             | 2,66       | 21               | 557       | 15010090000  |
| Dormeá     | San Cristovo | 120            | 10,10      | 12               | 468       | 15010100000  |
| Mercurín   | San Xoán     | 70             | 4,66       | 15               | 407       | 15010110000  |
| Rodieiros  | San Simón    | 61             | 7,40       | 8                | 587       | 15010120000  |
| Sendelle   | Santa María  | 151            | 9,56       | 16               | 369       | 15010130000  |

## Wirtschaft
| Ackerbau, Viehzucht und Fischerei                                                  | 024,57 |        |
| Industrie                                                                          | 075    | 010,71 |
| Bauwirtschaft                                                                      | 052    | 07,43  |
| Dienstleistungsbetriebe                                                            | 401    | 057,29 |
| Total                                                                              | 700    | 100,00 |
| * Daten aus dem Statistischen Amt für Wirtschaftliche Entwicklung in Galicien, IGE |        |        |

## Söhne und Töchter der Stadt
- Luz Casal (* 1958), spanische Sängerin
- Suso de Marcos (* 1950), spanischer Bildhauer